# St. Valentin (Otzenhausen)

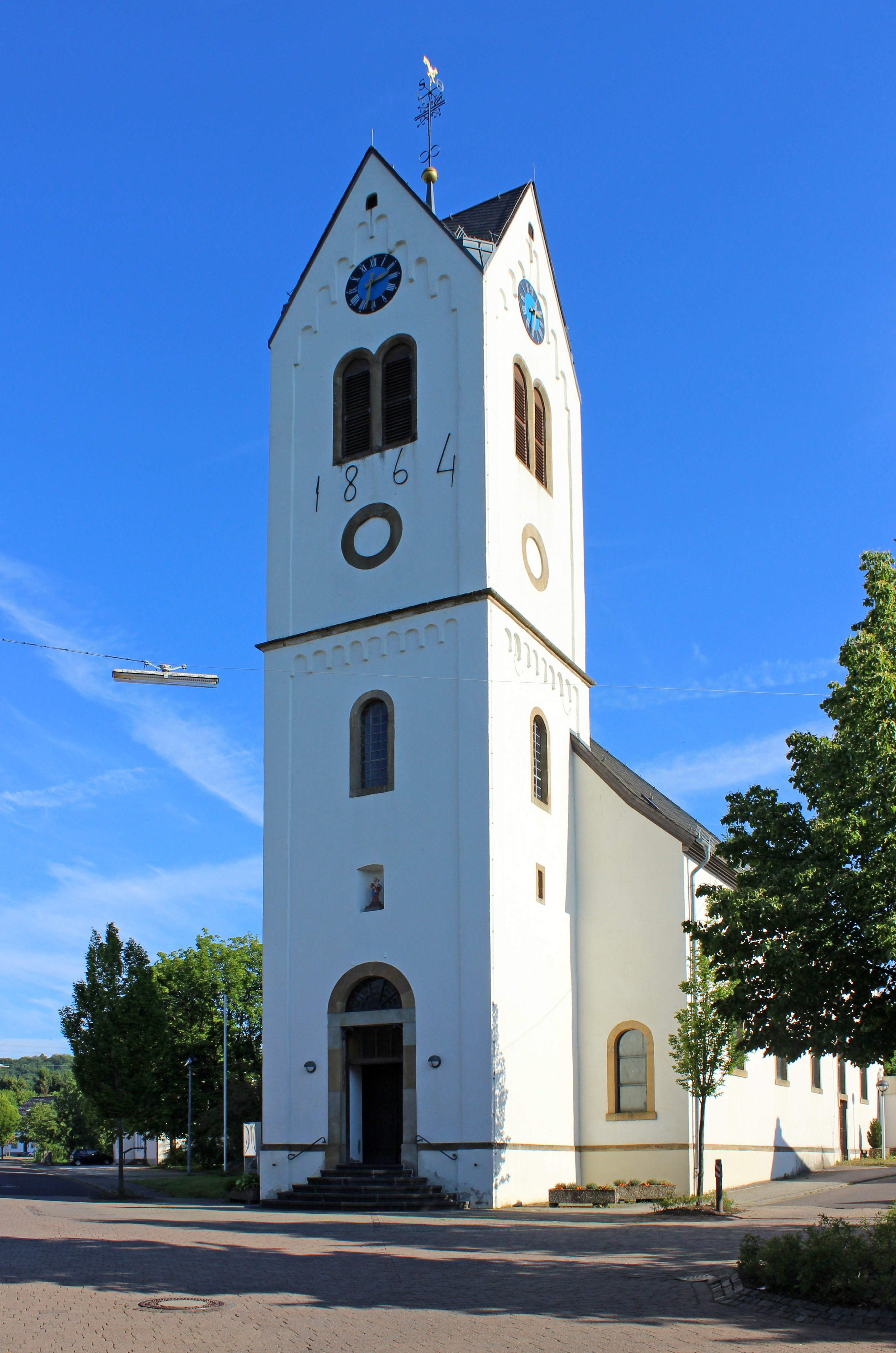
Die katholische Kirche St. Valentin in Otzenhausen

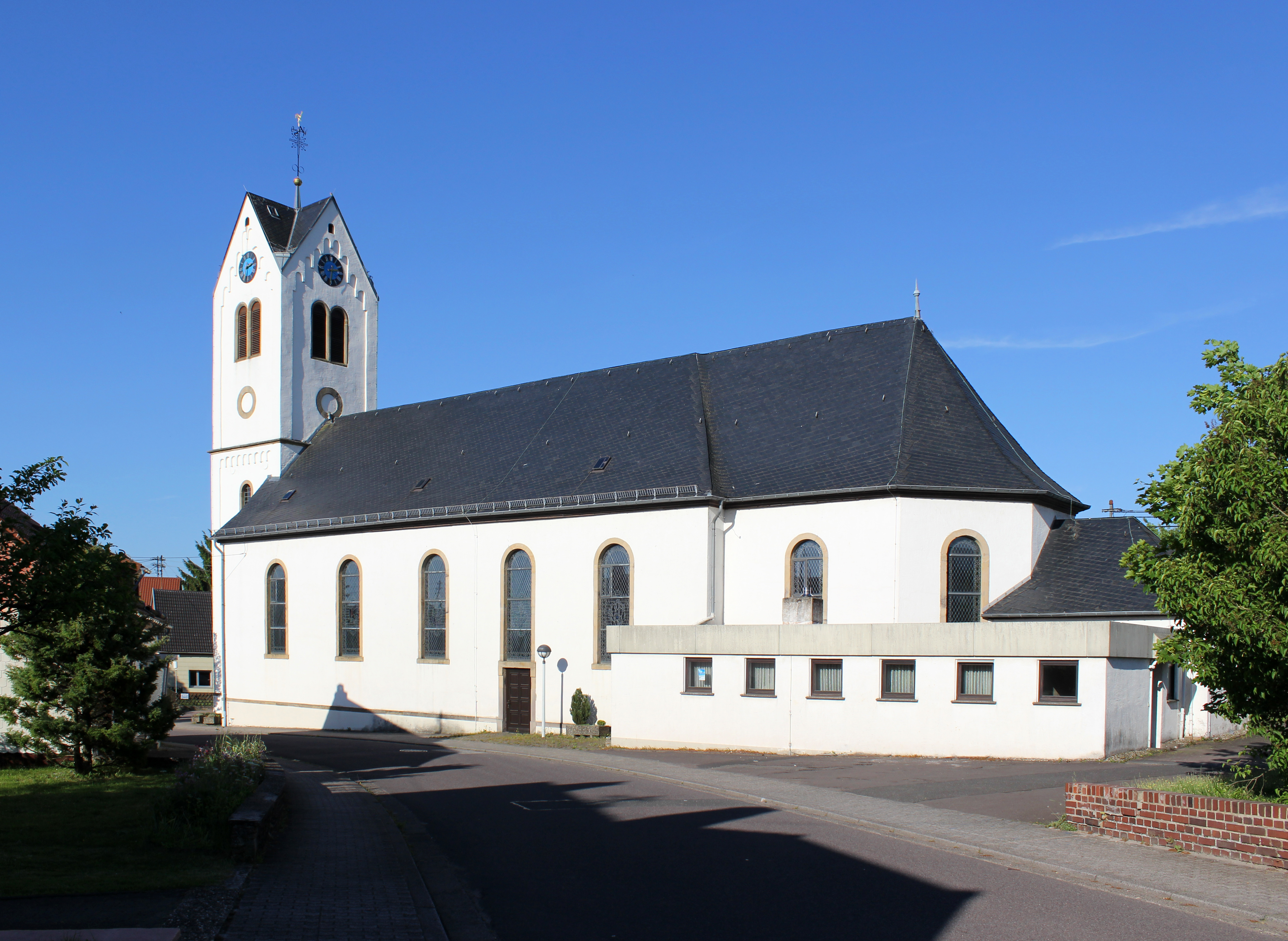
Weitere Ansicht der Kirche

Die Kirche St. Valentin ist eine katholische Pfarrkirche in Otzenhausen, einem Ortsteil der Gemeinde Nonnweiler im Landkreis St. Wendel, Saarland. Sie trägt das Patrozinium des heiligen Valentin von Terni und ist in der Denkmalliste des Saarlandes als Einzeldenkmal aufgeführt.

## Geschichte
Aufgrund des 1801 geschlossenen Konkordats zwischen Napoleon und Papst Pius VII. kam es zu einer Neuordnung der Pfarreien und Hilfspfarreien im Bistum Trier. Davon war auch Otzenhausen betroffen, das damals seit einigen Jahren zu Frankreich gehörte. Der Ort im Bistum Trier wurde zur Sukkursal- oder Hilfspfarrei erhoben. Als Pfarrkirche diente eine 11 Meter lange und 7,85 Meter breite Kapelle aus dem Jahr 1772, die eine baufällige Vorgängerkapelle an gleicher Stelle ersetzt hatte. Wegen nicht ausreichender Versorgung blieb die Otzenhausener Pfarrstelle von 1818 bis 1846 unbesetzt. In dieser Zeit wurden die Katholiken von Sötern und Schwarzenbach, die auch zur Pfarrei Otzenhausen gehörten, von der Pfarrei im oldenburgischen Neunkirchen/Nahe betreut, während die Otzenhausener Katholiken wieder, wie vor 1803, der Pfarrei Nonnweiler zugeordnet wurden. 1845/46 erreichten die Otzenhausener aber einen Wechsel zur Pfarrei Kastel.
Im Jahr 1846 wurde die Pfarrstelle in Otzenhausen wieder besetzt. Daraufhin wurde von den Katholiken in Otzenhausen und Schwarzenbach die Erweiterung der viel zu kleinen Kapelle von 1772 beschlossen, die im Jahr 1850 umgesetzt wurde. Aus der alten Kapelle, die in das neue Kirchenschiff integriert wurde, brach man die nördliche Stirnseite heraus und schuf so eine Hallenkirche mit nach Norden abschließender Chorapsis. Der Trierer Bischof Wilhelm Arnoldi nahm am 11. September 1851 die Konsekration der Kirche vor, die den Heiligen Valentin und Cyriakus gewidmet wurde.
Im Jahr 1864 wurde die Kirche einem Umbau unterzogen, indem das Provisorium mit der alten Kapelle beseitigt wurde und der südliche Teil des Kirchenschiffes eine Anpassung erfuhr. Dort wurde eine Empore eingebaut und außerdem ein neuer Kirchturm errichtet. Der Helm des Turmes, der die gleiche Form wie die Pfarrkirche St. Martin in Hermeskeil aufwies, erhielt seine heutige reduzierte abgestumpfte Form, aufgrund von zwei Blitzeinschlägen. Eine weitere Umbaumaßnahme erfolgte im Jahr 1902, als im Inneren der Kirche die ursprünglich offene Verbindung zwischen Altarraum und Kirchenschiff durch einen, den Himmel symbolisierenden, Rundbogen getrennt und der Altarraum höher gelegt wurde.
Als Sötern mit Schwarzenbach im Jahr 1927 zur Vikarie erhoben wurde, endete deren Zuordnung zur Pfarrei Otzenhausen.
1974 wurde die Sakristei erneuert, die 1879 angebaut worden war, aber von Beginn an zu klein und feucht war.

## Ausstattung

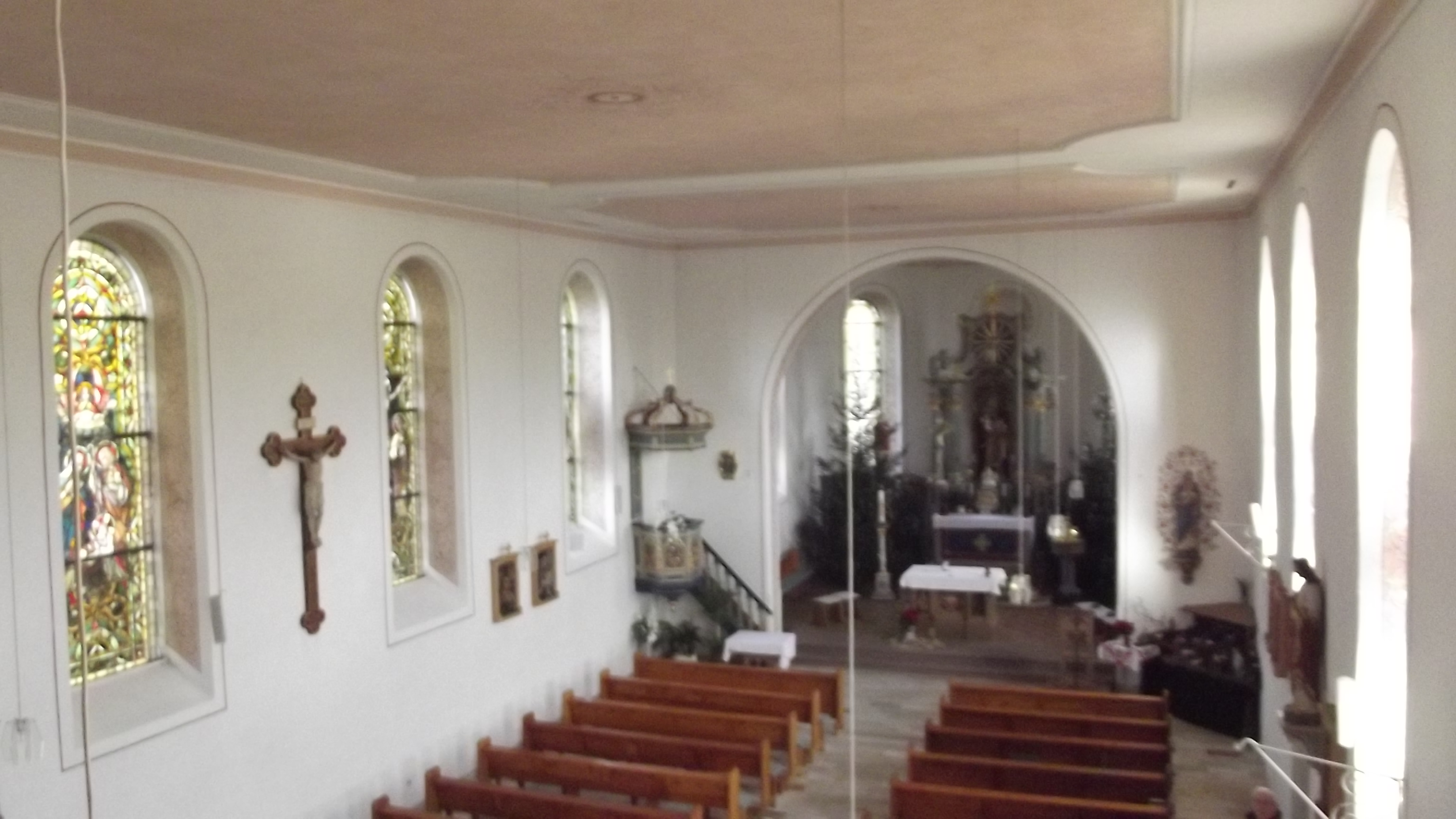
Blick von der Orgelempore ins Innere der Kirche

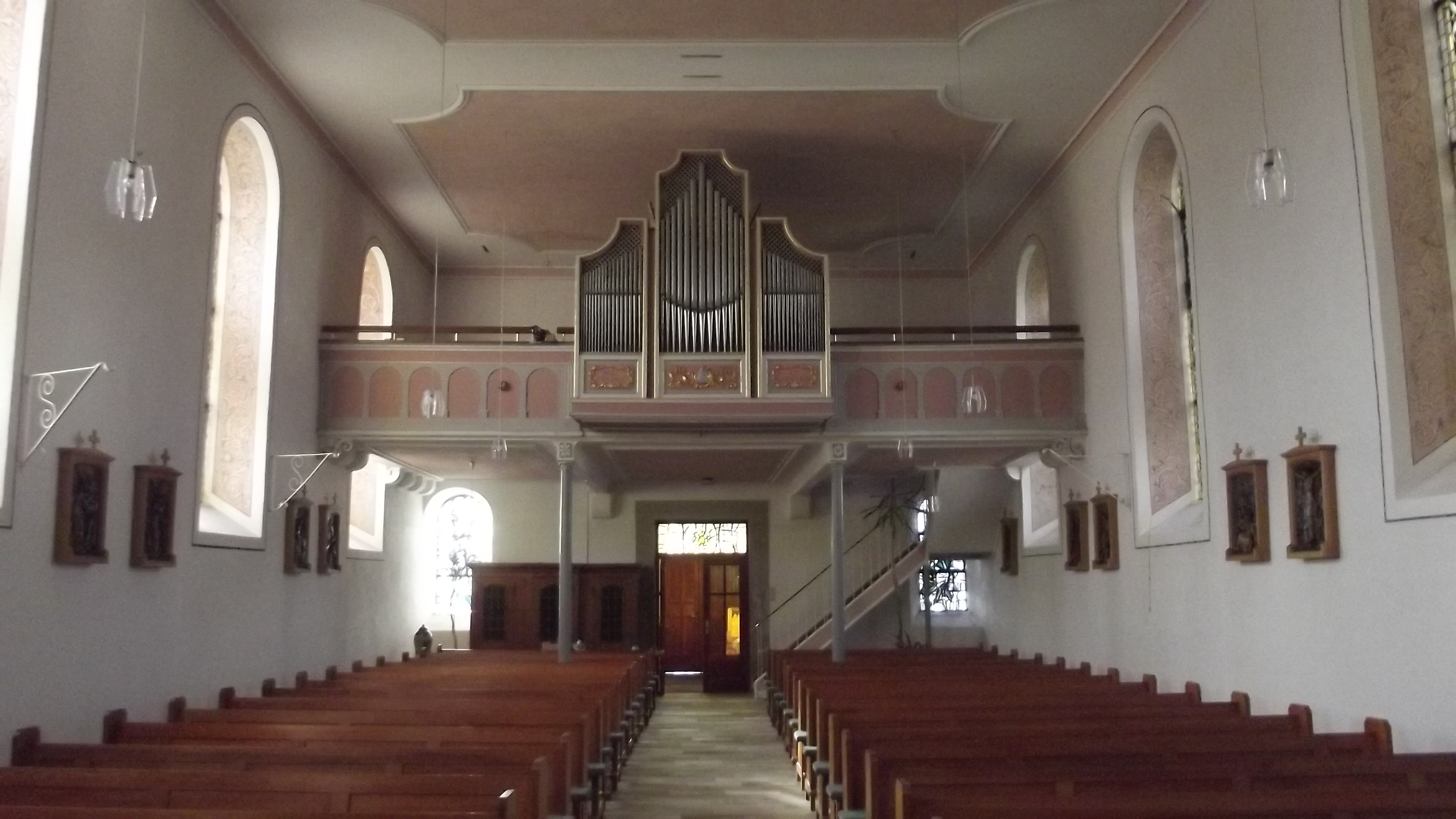
Blick zur Orgelempore

Durch kontinuierliche Anschaffungen konnte im Laufe der Zeit die anfänglich bescheidene Ausstattung im Inneren der Kirche bereichert werden. Der barocke Altar aus der Abtei Tholey und die neugotischen Seitenaltäre sind noch Bestandteile der Erstausstattung, ebenso die aus Weiskirchen stammende Kanzel mit dem Kronenbaldachin.
Der Kreuzweg wurde im Jahr 1888 angeschafft, wobei die etwas üppigen Bildrahmen in den 1950er Jahren entfernt wurden. Im Jahr 1908 konnte die mit reicher Ornamentik versehene Kommunionbank eingebaut werden. Die Mitte der Frauenseite schmückte seit 1914 eine Pieta, die 1922 eine Erweiterung zum Kriegerdenkmal erfuhr, und seit einer Renovierung in den 1970er Jahren im Eingangsbereich aufgestellt ist.
Die ersten Buntglasfenster, die im Dekor ein Medaillon mit je einem Heiligen trugen, konnten erst gegen Ende des 19. Jahrhunderts angeschafft werden, wurden aber im Zweiten Weltkrieg so stark beschädigt, dass sie 1953 durch neue, moderne Fenster ersetzt werden mussten. Erhalten blieben lediglich die beiden das große Missionskreuz flankierenden Fenster, die Geburt und Tod Christi darstellen. Die modernen Fenster mit ihrer in Violettmodifikation gehaltene Symbolik fanden bei den Kirchenbesuchern kaum Anklang und wurden 1991 aufgrund von Schäden und Rissen durch die heutigen ersetzt.

## Glocken
Ein Geläut, bestehend aus drei Glocken wurde angeschafft, als im Jahr 1864 der Turm errichtet wurde. Diese wurden während des Ersten Weltkrieges zu Kriegszwecken eingeschmolzen. Die zweite Generation an Glocken, die 1927 erworben wurden, erlitt im Zweiten Weltkrieg das gleiche Schicksal wie die erste. Seit 1954 befindet sich nun die dritte Glockengeneration im Turm der Kirche. Diese drei Bronzeglocken goss die Saarlouiser Glockengießerei in Saarlouis-Fraulautern, die von Karl (III) Otto von der Glockengießerei Otto in Bremen-Hemelingen und dem Saarländer Alois Riewer 1953 gegründet worden war. Die Glocken haben folgende Schlagtönen: fis' – a' – h'. Sie haben folgende Durchmesser: 1109 mm, 932 mm, 830 mm und wiegen: 820 kg, 490 kg, .352 kg.

## Orgel

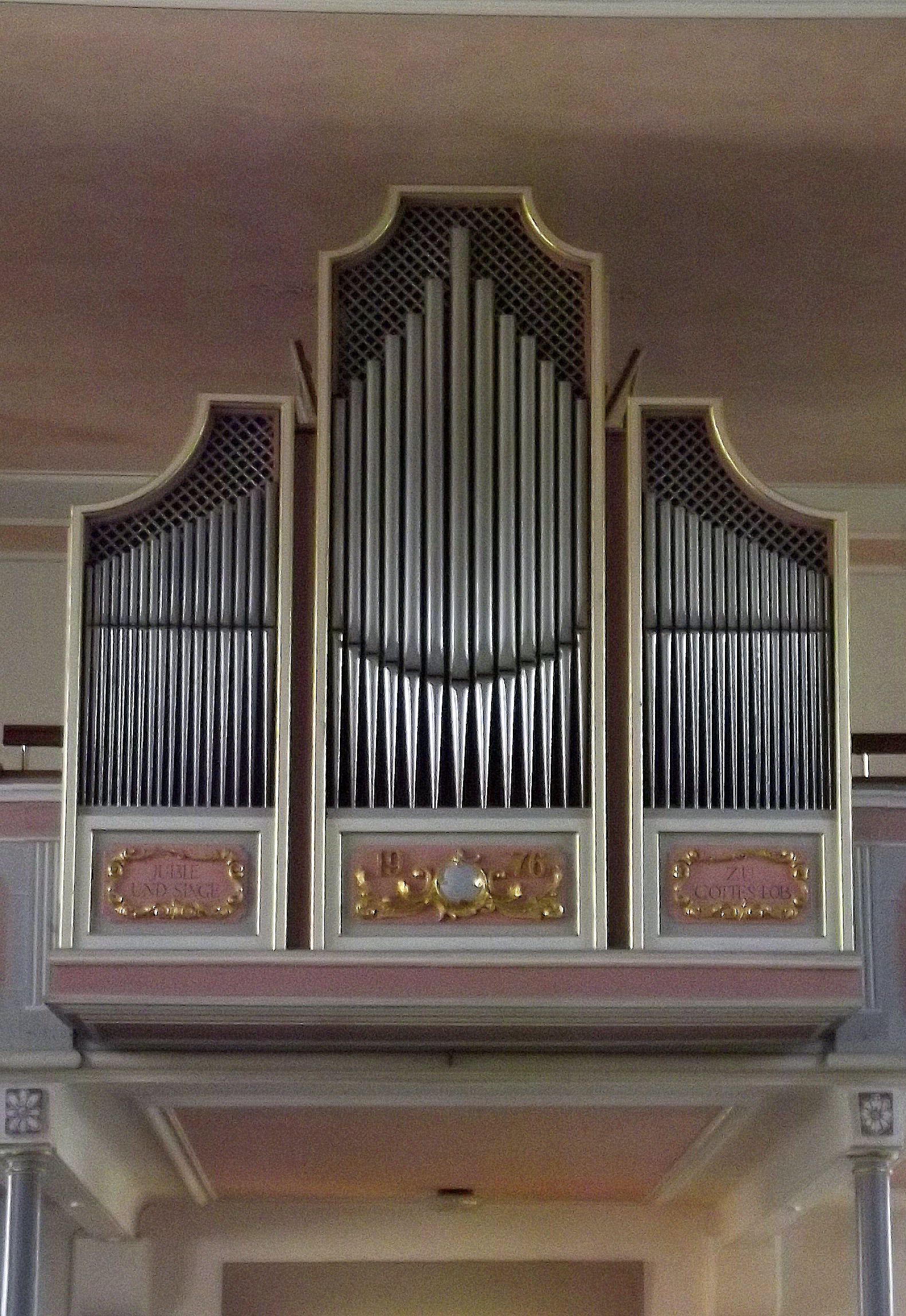
Orgelprospekt

Das erste Instrument, das in der Kirche aufgestellt wurde, war ab 1898 ein Harmonium. Dieses wurde 1914 durch eine gebrauchte Orgel der Firma Behler (München) ersetzt. Im Rahmen einer Totalrestaurierung der Kirche wurde die Pfeifenorgel im Jahr 1959 entfernt und eine elektronische Orgel aufgestellt. Aufgrund von Störanfalligkeiten und veränderten Klangansprüchen war diese jedoch nur bis 1976 im Einsatz.
Die gegenwärtige Orgel der Kirche wurde 1976 von der Firma Sebald Orgelbau (Trier) errichtet. Das Schleifladen-Instrument ist auf einer Empore aufgestellt und verfügt über 13 Register, verteilt auf zwei Manuale und Pedal. Die Spiel- und Registertraktur ist mechanisch. Die Disposition lautet wie folgt:
| I Hauptwerk C–g3 |            |    |
| 1.               | Gedackt    | 8′ |
| 2.               | Salicional | 8′ |
| 3.               | Prinzipal  | 4′ |
| 4.               | Flöte      | 4′ |
| 5.               | Gemshorn   | 2′ |
| 6.               | Mixtur III |    |

| II Positiv C–g3 |              |       |
| 7.              | Rohrflöte    | 8′    |
| 8.              | Kleingedackt | 4′    |
| 9.              | Prinzipal    | 2′    |
| 10.             | Quinte       | 1 ⁄3′ |
| 11.             | Rohrschalmey | 8′    |
|                 | Tremulant    |       |

| Pedal C–f1 |           |     |
| 12.        | Subbass   | 16′ |
| 13.        | Hohlflöte | 8′  |

- Koppeln: II/I, I/P, II/P